# Larroque-Saint-Sernin
Larroque-Saint-Sernin är en kommun i departementet Gers i regionen Occitanien i sydvästra Frankrike. Kommunen ligger i kantonen Valence-sur-Baïse som tillhör arrondissementet Condom. År 2022 hade Larroque-Saint-Sernin 161 invånare.

## Befolkningsutveckling
Antalet invånare i kommunen Larroque-Saint-Sernin
Referens:INSEE